# Gizem
Gizem  è un nome proprio di persona turco femminile.

## Origine e diffusione
Il nome riprende il termine turco gizem che significa "mistero", "segreto" e quindi significa letteralmente "(la) misteriosa".
La popolarità del nome è scesa agli inizi del XXI secolo rispetto alla metà degli anni novanta.

## Onomastico
Il nome è adespota, non essendo portato da alcun santo. L'onomastico si può festeggiare il 1º novembre, giorno in cui cade la festa di Ognissanti.

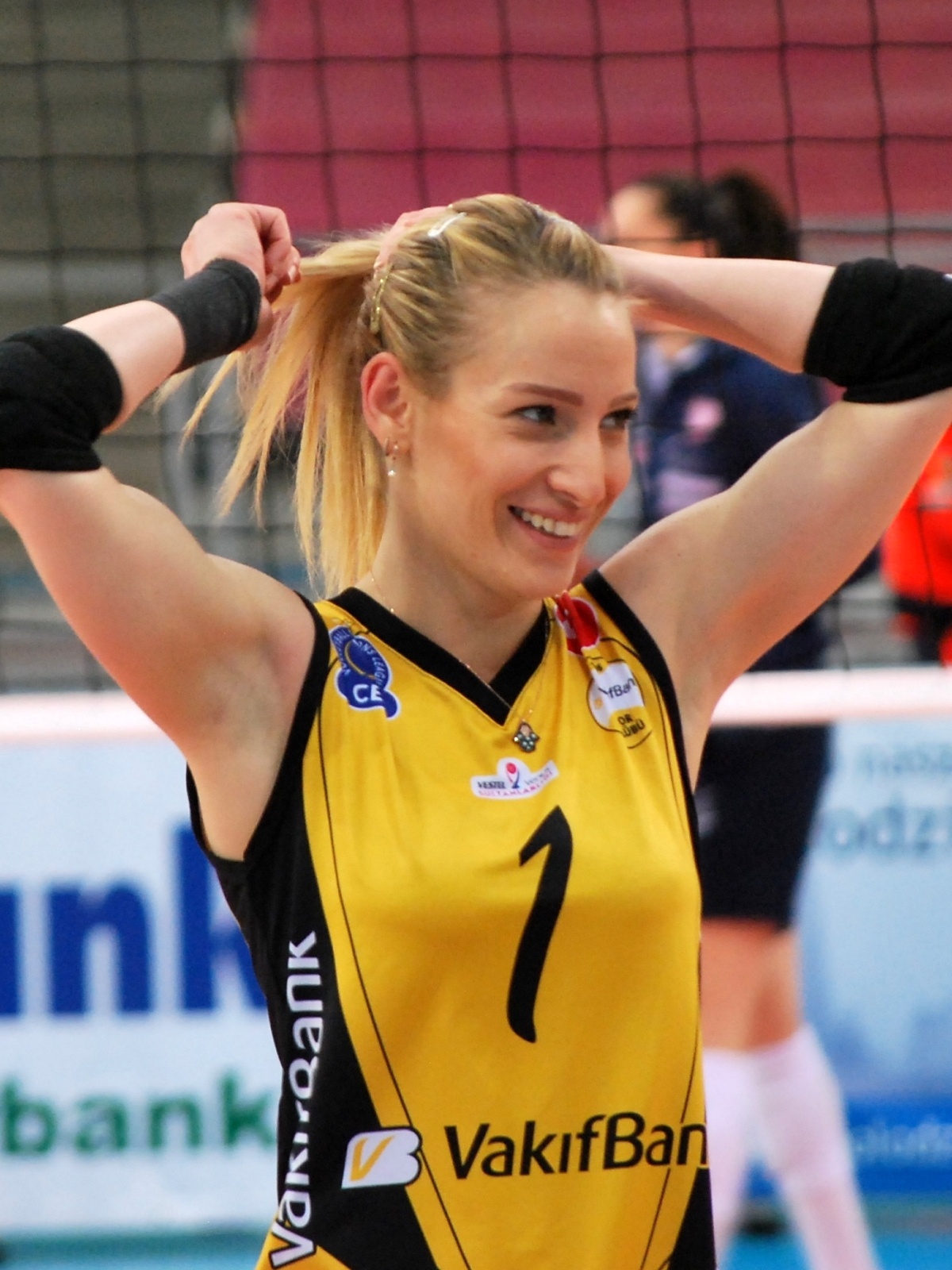
Gizem Örge

## Persone
- Gizem Giraygil, pallavolista turca
- Gizem Güreşen, pallavolista turca
- Gizem Memiç, modella turca
- Gizem Örge, pallavolista turca